# Coupe des nations de rink hockey 1959
Navigation
Coupe des nations 1958 Coupe des nations 1960
La Coupe des nations de rink hockey 1959 est la 33e édition de la compétition. La coupe se déroule en avril 1959 à Montreux.

## Déroulement
La compétition se compose d'un championnat à 8 équipes. Chaque équipes rencontrant les sept autres une seule fois.

## Résultats
|    | Équipes     | Pts | J | G | N | P | BP | BC | Diff |
| -- | ----------- | --- | - | - | - | - | -- | -- | ---- |
| 1º | Espagne     | 21  | 7 | 7 | 0 | 0 | 41 | 9  | 32   |
| 2º | Portugal    | 17  | 7 | 4 | 2 | 1 | 21 | 9  | 12   |
| 3º | Montreux HC | 16  | 7 | 4 | 1 | 2 | 32 | 21 | 11   |
| 4º | Italie      | 16  | 7 | 4 | 1 | 2 | 22 | 18 | 4    |
| 5º | Angleterre  | 13  | 7 | 2 | 2 | 3 | 21 | 26 | -5   |
| 6º | Allemagne   | 12  | 7 | 2 | 1 | 4 | 20 | 25 | -5   |
| 7º | Pays-Bas    | 10  | 7 | 1 | 1 | 5 | 12 | 30 | -18  |
| 8º | France      | 7   | 7 | 0 | 0 | 7 | 5  | 36 | -31  |

|             |  | Italie | Portugal | Pays-Bas | Espagne | Modèle:EN | France | Allemagne |
| ----------- |  | ------ | -------- | -------- | ------- | --------- | ------ | --------- |
| Montreux HC |  | 1-6    | 3-3      | 4-1      | 3-6     | 5-1       | 7-1    | 9-3       |
| Italie      |  |        | 1-6      | 5-3      | 0-2     | 3-2       | 5-2    | 2-2       |
| Portugal    |  |        |          | 5-1      | 0-1     | 3-3       | 3-0    | 0-6       |
| Pays-Bas    |  |        |          |          | 2-7     | 2-2       | 3-1    | 0-6       |
| Espagne     |  |        |          |          |         | 11-2      | 8-0    | 6-2       |
| Angleterre  |  |        |          |          |         |           | 5-0    | 6-2       |
| France      |  |        |          |          |         |           |        | 1-5       |
| Allemagne   |  |        |          |          |         |           |        |           |

## Classement final
| Place | Équipe      |
| ----- | ----------- |
|       | Espagne     |
|       | Portugal    |
|       | Montreux HC |
| 4     | Italie      |
| 5     | Angleterre  |
| 6     | Allemagne   |
| 7     | Pays-Bas    |
| 8     | France      |

| Vainqueur du tournoi de Montreux 1959 |
| ------------------------------------- |
| Espagne 3°                            |